# Pseudacris crucifer
Espèce
Synonymes
- Hyla crucifer Wied-Neuwied, 1838
- Hylodes pickeringii Holbrook, 1839 "1836"
- Hyla crucifera bartramiana Harper, 1939

Statut de conservation UICN

 LC  : Préoccupation mineure
Pseudacris crucifer, la Rainette crucifère ou Rainette crucifère du Nord, est une espèce d'amphibiens de la famille des Hylidae.

## Répartition
Cette espèce se rencontre, :
- dans l'est des États-Unis dans tous les États à l'est d'une ligne allant du Minnesota au Texas ;
- dans le sud-est du Canada du Manitoba à la Nouvelle-Écosse au sud de la baie d'Hudson.

## Description

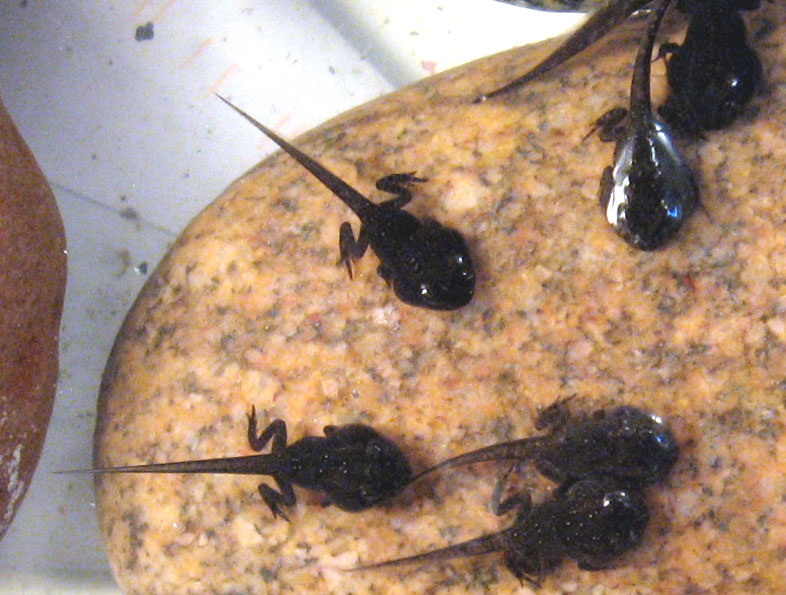
Têtards de Pseudacris crucifer

Les rainettes crucifères sont de petites grenouilles mesurant de 2 à 3 cm chez les mâles et de 3 à 4 cm pour les femelles. Leur coloration varie de l'ocre au gris et elles se distinguent des autres rainettes par une croix en forme de "X" sur leur dos et par de grandes ventouses.

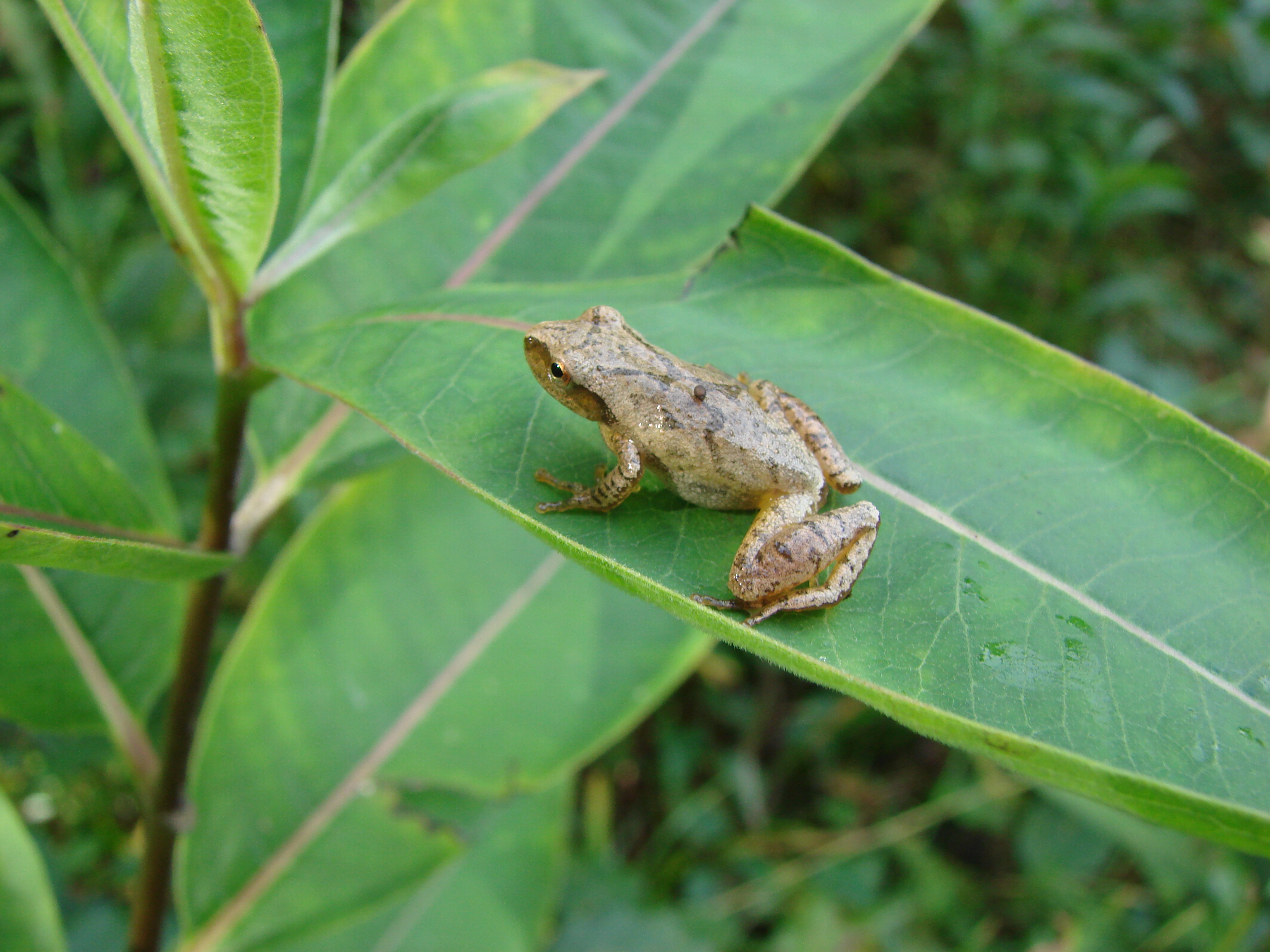
Pseudacris crucifer

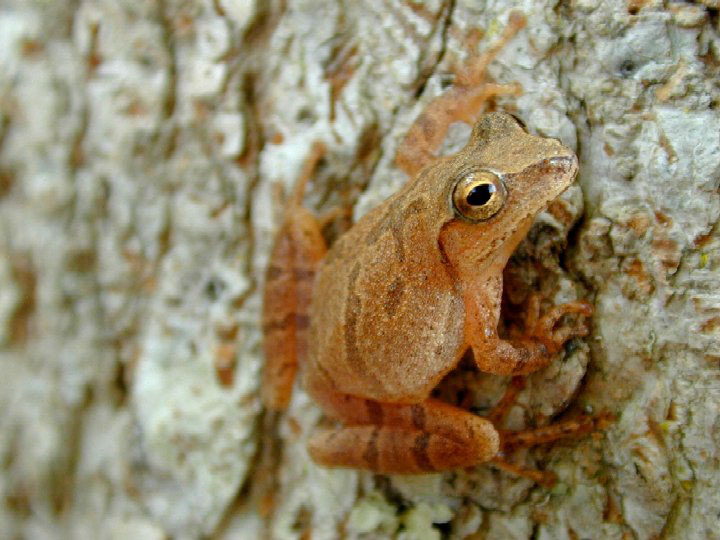
Pseudacris crucifer

Le cri de reproduction de cette grenouille est l'un des premiers que l'on peut entendre au début du printemps et se caractérise par un pépiement fort et aigu se répétant sans cesse.
On retrouve la reinette crucifère dans une grande variété d'habitats où l'on trouve des points d'eau à proximité comme des étangs avec une végétation dense et buissonnante. Lors de l'hibernation, elle s'abrite dans des rondins de bois ou bien derrière des écorces ce détachant des arbres.
En raison de son milieu de vie enclin à des températures basses, la rainette crucifère est capable de survivre dans des conditions où la température descend jusqu'à -8 °C. Son organisme est notamment capable de geler certains de ses fluides corporels.

## Alimentation
Elle se nourrit de coléoptères, de fourmis, de diptères et d'araignées. Les individus vivant dans les forêts profondes chassent aussi bien le jour que la nuit, tandis que ceux qui vivent dans des endroits ouverts chassent plutôt la nuit. 

## Chant
Le chant de la Rainette crucifère consiste en une répétition de cris aigus simples, presque tonaux, autour de 2895 Hz en moyenne, que le mâle émet dès le début du printemps, à la montée des températures et de la fonte des neiges et glaces. Cette relation avec la montée des températures fait du chant de la Rainette crucifère un bon indicateur de la précocité du printemps, voire du dérèglement climatique. Ce chant très puissant atteint les alentours de 100 décibels, ce qui équivaut à la puissance sonore d'une tronçonneuse en marche ou d'un klaxon de voiture à 5 mètres de distance. Dans une aire de reproduction avec des mâles chanteurs, l'oreille humaine peut subir des dégâts irréversibles après 15 à 50 minutes d'exposition au son sans protection auditive.
? Chant de Pseudacris crucifer [Fiche]

? Pseudacris crucifer et Rana sylvatica au moment de la ponte [Fiche]

## Publication originale
- Wied-Neuwied, 1838 : Reise in das innere Nord-America in den jahren 1832 bis 1834.